# Jacques Reynaud
Jacques Reynaud (* 1960 in Mailand) ist ein italienischer Modedesigner und Kostümbildner.
Reynaud studierte Modedesign in New York, wo er auch heute noch lebt und arbeitet. In Europa wurde er vor allem durch seine Kostüme für Theaterinszenierungen bekannt. Seine erste Arbeit für den italienischen Regisseur Luca Ronconi für dessen Peer Gynt Inszenierung. Seit Mitte der 1990er Jahre arbeitet er mit dem US-amerikanischen Starregisseur Robert Wilson bei dessen weltweiten Inszenierungen. In Deutschland schuf er die Kostüme für die Wilson-Produktionen Ozeanflug 1998 am Berliner Ensemble, The Days Before und Poe-try in Hamburg, Doktor Caligari am Deutschen Theater in Berlin. 2003 schuf er für Wilsons gemeinsame Arbeit mit Herbert Grönemeyer und dem Berliner Ensemble Leonce und Lena von Georg Büchner die Kostüme und kam 2005 für die die Inszenierung des Wintermärchens von William Shakespeare erneut ans Berliner Ensemble.
2016 war er für die Kostüme für L’incoronazione di Poppea an der Mailänder Scala verantwortlich.
2017 ist er zusammen mit Martin Zehetgruber für die Ausstattung des Stückes Die Geburtstagsfeier unter der Regie von Andrea Breth bei den Salzburger Festspielen verantwortlich.